# 29기 SK배 명인전
29기 SK배 명인전은 한국일보가 주최하고 한국기원 소속 전문기사로 참가한 국내 기전이다. 도전 5번기 에서는 도전자 이창호 九단이 명인 조훈현 九단을 3:1으로 꺾고 우승을 차지하며 국내기전 7회 우승과 1년만에 타이틀을 탈환했다. 

## 대국 결과
| 대진               | 연도   | 대국일자 | 승자          | 패자          | 결과             | 기보 |
| ------------------ | ------ | -------- | ------------- | ------------- | ---------------- | ---- |
| 본선 16강전        | 1998년 | 1월 6일  | 유창혁 九단   | 윤성현 六단   | 186수 백 불계승  |      |
| 본선 16강전        | 1998년 | 1월 14일 | 최규병 八단   | 정대상 七단   | 239수 흑 5집반승 |      |
| 본선 16강전        | 1998년 | 1월 14일 | 류재형 三단   | 이희성 四단   | 316수 흑 1집반승 |      |
| 본선 16강전        | 1998년 | 2월 26일 | 이창호 九단   | 조한승 二단   | 142수 백 불계승  |      |
| 본선 16강전        | 1998년 | 3월 9일  | 최명훈 六단   | 김동엽 七단   | 111수 흑 불계승  |      |
| 본선 16강전        | 1998년 | 3월 19일 | 서봉수 九단   | 박성수 初단   | 210수 백 불계승  |      |
| 본선 16강전        | 1998년 | 4월 8일  | 안조영 四단   | 백성호 九단   | 175수 백 불계승  |      |
| 본선 16강전        | 1998년 | 4월 10일 | 강훈(小) 九단 | 목진석 三단   | 246수 백 불계승  |      |
| 본선 8강전         | 1998년 | 4월 28일 | 이창호 九단   | 강훈(大) 九단 | 163수 흑 불계승  |      |
| 본선 8강전         | 1998년 | 5월 4일  | 최명훈 六단   | 최규병 八단   | 218수 백 불계승  |      |
| 본선 8강전         | 1998년 | 5월 22일 | 유창혁 九단   | 류재형 四단   | 157수 흑 불계승  |      |
| 본선 8강전         | 1998년 | 6월 5일  | 서봉수 九단   | 안조영 四단   | 166수 백 불계승  |      |
| 준결승전           | 1998년 | 6월 29일 | 유창혁 九단   | 서봉수 九단   | 271수 백 반집승  |      |
| 준결승전           | 1998년 | 7월 8일  | 이창호 九단   | 최명훈 五단   | 245수 흑 불계승  |      |
| 도전자결정전 제1국 | 1998년 | 7월 6일  | 이창호 九단   | 유창혁 九단   | 105수 흑 불계승  |      |
| 도전자결정전 제2국 | 1998년 | 7월 13일 | 이창호 九단   | 유창혁 九단   | 160수 백 불계승  |      |
| 도전자결정전 제3국 | 1998년 | 7월 일   |               |               |                  |      |
| 도전 1국           | 1998년 | 8월 7일  | 이창호 九단   | 조훈현 九단   | 241수 흑 2집반승 |      |
| 도전 2국           | 1998년 | 8월 22일 | 조훈현 九단   | 이창호 九단   | 131수 흑 불계승  |      |
| 도전 3국           | 1998년 | 9월 16일 | 이창호 九단   | 조훈현 九단   | 275수 흑 5집반승 |      |
| 도전 4국           | 1998년 | 9월 22일 | 이창호 九단   | 조훈현 九단   | 275수 백 반집승  |      |
| 도전 5국           | 1998년 | 9월 일   |               |               |                  |      |